# 保守バプテスト同盟
保守バプテスト同盟（ほしゅバプテストどうめい、英語 Conservative Baptist Association of Japan）は宮城県仙台市青葉区に本部を置く、米国系バプテスト派に分類される日本の団体。ただし、他の諸派団体と違い中央組織（監督制)ではなく、加盟教会は独立自治である。

## 概要
プロテスタントの伝統的な神学を支持する。米国の保守バプテスト外国伝道協会 (CBFMS) の宣教師によって第二次世界大戦後、日本で開拓が始められ、1964年に同盟が設立された。2010年8月現在、東北・関東及び長崎の80数カ所に教会・伝道所およびキャンプ場施設等を持っている。ただし、バプテストの歴史において各教会は会員が自ら運営をしている。信教の自由や良心の自由が重視され、聖書を根拠とする信仰と各教会ゆとりのある雰囲気が特徴。なお、保守とは伝統的な教理とバプテスト派の特徴を指すもので原理主義ではない。
団体としては日本福音同盟には加盟せずも信仰的には同じ立場で団体の中の数教会が「保守バプテスト諸教会グループ」という名前で日本福音同盟に加盟していたが現在は保守バプテスト同盟として加盟している。

## 沿革
- 1943年12月 保守バプテスト海外伝道協会 (CBFMS) がアメリカ合衆国イリノイ州シカゴウィートンに設立された[4]。
- 1947年2月最初の宣教師として、秋田県増田町にクレーグ宣教師が派遣された[5]。これ以降、秋田県、山形県、福島県、宮城県、岩手県に宣教師が派遣されて宣教活動が行われた。
- 1951年　仙台市に聖書図書刊行会設立[6]。
- 1953年 「聖書図書通信聖書学校」を開始
- 1956年 仙台夜間聖書学校　設立
- 1963年 仙台市にバプテスト聖書神学校設立
- 1964年1月15日山形第一聖書バプテスト教会で10教会により「保守バプテスト同盟」設立される。
- 1968年 錦秋湖バイブルキャンプ場（現、シオン錦秋湖）設立
- 1970年 都市伝道推進
- 1976年 「100教会設立運動」を開始
- 1990年 「倍々運動を開始」
- 2001年から10ヶ年計画の「ハーベスト2010」の働きを開始。
- 2001年 海外宣教のための宣教団「CBジャパン」を設立。ペルー、コンゴ、韓国等へ数名の宣教師を派遣中。